# Homerpalooza
Homerpalooza, llamado Reventón en Hispanoamérica, y por su título original en España, es un episodio perteneciente a la séptima temporada de la serie animada Los Simpson. Se estrenó el 19 de mayo de 1996, siendo parte del final de la temporada. El argumento trata sobre la depresión de Homer al descubrir que ya no era "buena onda", hasta volver a serlo al entrar en el festival musical "Hullabalooza" como fenómeno. El título del episodio es una referencia al festival de música Lollapalooza. Fue el último episodio escrito por Brent Forrester, y también el último dirigido por Wes Archer. Peter Frampton y los grupos musicales The Smashing Pumpkins, Cypress Hill y Sonic Youth fueron las estrellas invitadas.

## Sinopsis
Luego de que el autobús escolar es destruido, Homer es obligado a llevar a sus hijos y a otros niños a la escuela. En el camino, escucha una estación de radio en la que transmitían rock clásico. En una ocasión, se transmite una canción de Grand Funk Railroad, y Homer queda sorprendido al ver que todos los niños niegan conocerla. Luego de varios días escuchando y mencionando viejas bandas, Homer visita una tienda de discos y descubre que sus gustos musicales ya habían quedado en el pasado. Como resultado, decide llevar a Bart y a Lisa al festival musical de moda llamado Hullabalooza, en Ciudad Capital. En el festival, Homer trata de parecer "buena onda" usando un gorro rastafari, pero es confundido por un policía y sacado del lugar por un grupo de jóvenes. Luego de ser insultado por todo el público, Homer, enojado, patea un cañón, que dispara un cerdo inflable de Peter Frampton hacia su estómago. El gerente del festival queda impresionado por la resistencia de Homer hacia los golpes, por lo que lo contrata como "fenómeno" del festival. 
Como resultado, Homer sale de gira con los músicos y artistas que estaban en el festival: The Smashing Pumpkins, Sonic Youth y Cypress Hill. Homer nota que había empezado a formar parte de la buena vida: al estar en el mismo festival que los músicos de rock, era respetado por la juventud americana, incluyendo a Bart. Un día, la gira hace una parada en Springfield. 
Unos días antes de presentar el show en su ciudad natal, el patriarca comienza a sentir dolores en el estómago y es enviado a un veterinario. El médico le asegura a Homer que si era golpeado por el cañón una vez más, su estómago explotaría y él moriría. Este decide dejar el diagnóstico de lado, ya que, si dejaba de formar parte del festival, perdería su popularidad. Al principio, se dispone a hacer su presentación, pero a último momento esquiva la bala del cañón y salva su vida. Así, es expulsado del festival y sigue no siendo respetado por sus hijos, quienes le dicen que ya no era "buena onda".

## Producción
La historia completa del episodio fue idea de David Cohen, a pesar de que fue escrito por Brent Forrester, quien decidió que Cohen merecía figurar en los créditos como "creador" del argumento. Para armar el episodio, Forrester fue a uno de los conciertos de Lollapalooza, lo cual pensaba que le daría cierta ventaja, aunque terminó siendo una horrible experiencia. Muchas de las bromas del episodio están basadas en sus experiencias: las cámaras fotográficas (incluyendo la suya) eran arrojadas a la basura, había muchos carteles de publicidad, varios adolescentes con caras inexpresivas, un espectáculo de fenómenos y un hombre lo había llamado "policía".
Durante el enfrentamiento de Homer con el público de Hullabalooza, hay una pequeña aparición de Homer con el grupo musical No Doubt, que ya era muy famoso en ese momento. El hermano de Gwen Stefani, Eric, quien ha sido miembro de la banda, estaba trabajando como animador en Los Simpson en ese momento, por lo que añadió a No Doubt en el episodio.

### Casting
Los animadores buscaron artistas que se dedicaran a diferentes géneros musicales: hip hop (Cypress Hill), y rock alternativo (Sonic Youth, Smashing Pumpkins) y un cantante de rock clásico. Originalmente, Bob Dylan iba a hacer ese papel, pero fue reemplazado por Peter Frampton. Neil Young y Pearl Jam también fueron elegidos para grabar sus voces, pero no aceptaron la oferta. 
Originalmente, Courtney Love y Hole iban a prestar sus voces para el episodio, pero declinaron el ofrecimiento. Según el comentario de DVD del episodio, una de las bandas que estuvo como invitada había dicho que si Courtney Love estaba en el episodio, ellos no lo estarían. Un artículo de Entertainment Weekly reveló que el grupo era Sonic Youth. Se pensaba que Love aparecería en el episodio porque recientemente había hecho una película junto con James L. Brooks, pero ella nunca respondió a los llamados.